# Анна (Валенсія)
Анна (ісп. Anna) — муніципалітет в Іспанії, у складі автономної спільноти Валенсія, у провінції Валенсія. Населення — 2758 осіб (2010).

## Географія
Муніципалітет розташований на відстані близько 300 км на південний схід від Мадрида, 55 км на південний захід від Валенсії.

## Демографія
Динаміка населення (INE ):

## Галерея зображень

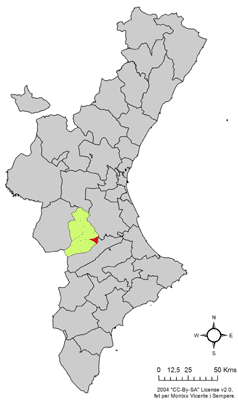
Розташування муніципалітету у автономній спільноті Валенсія
Розташування муніципалітету Анна у комарці Каналь-де-Наваррес